# Castelo Melhor
Castelo Melhor is een plaats (freguesia) in de Portugese gemeente Vila Nova de Foz Côa en telt 336 inwoners (2001).

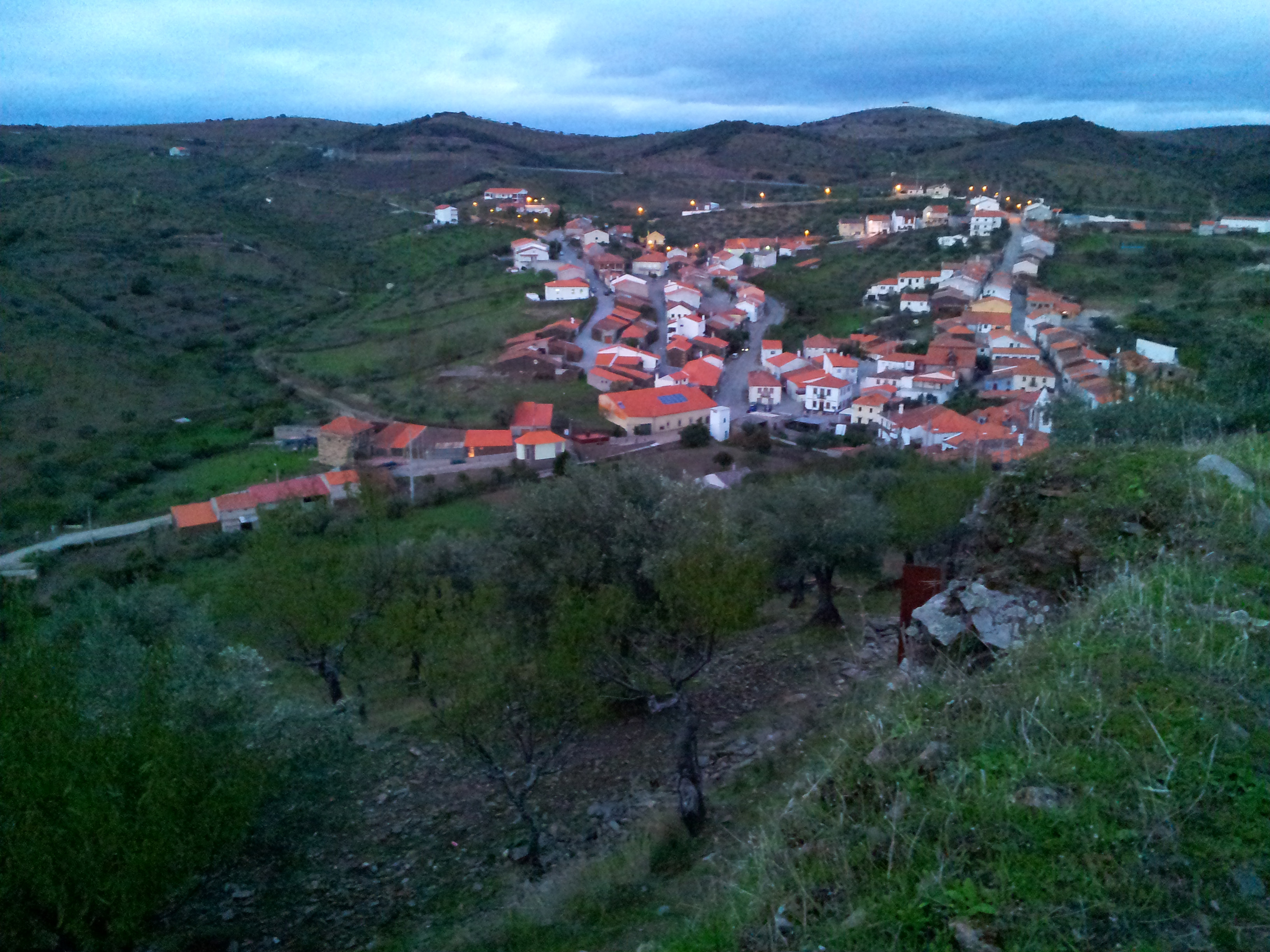
Kasteel